# Melösaviken
Koordinaten: 56° 51′ 37″ N, 16° 51′ 26″ O

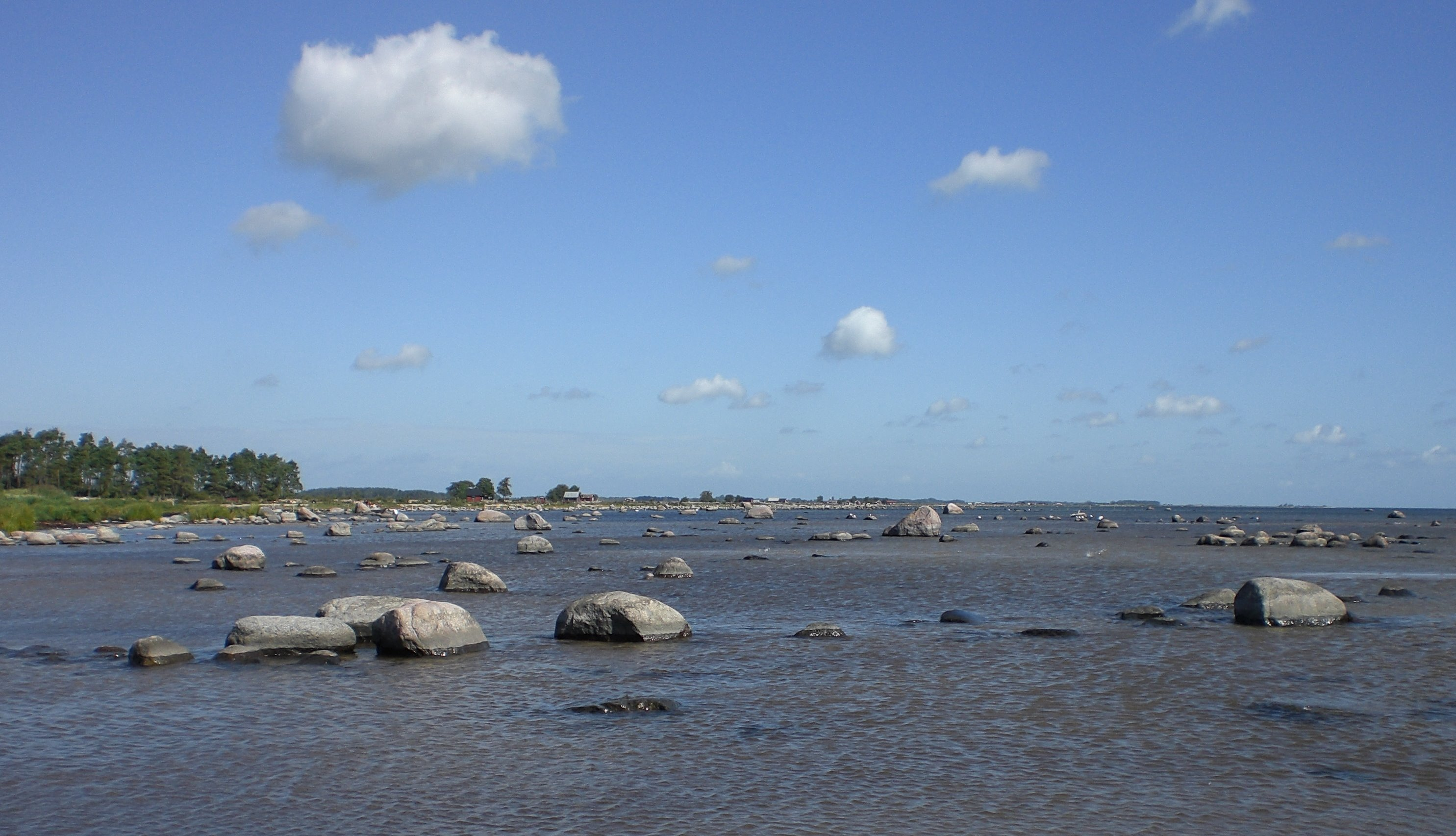
Blick nach Norden

Melösaviken ist eine Bucht an der Ostküste der schwedischen Ostseeinsel Öland.
Landseitig ist die Bucht über eine mehrere Kilometer lange Stichstraße vom namengebenden Ort Melösa aus zu erreichen. In Teilen verfügt die Bucht über Sandstrand und wird daher als einziger Ort zwischen Lerkaka im Süden und Kårehamn im Norden als Badestelle ausgewiesen.
Am Ufer befindet sich neben einem Waldstück ein kleiner Zeltplatz, der jedoch über keine Infrastruktur verfügt.